# 廊曼國際機場
廊曼國際機場（音素換寫：Th̀āxākāṣ̄yān nānāchāti dxnmeụ̄xng），舊名曼谷機場，是位於泰國曼谷的國際機場，於1914年3月27日啟用（機場部份區域早於這個日期前啟用），是東南亞的主要國際機場之一，也是泰國亞洲航空的主要機場。在蘇凡納布機場启用之前，该机场使用的国际航空运输协会机场代码是BKK，名称为“Don Muang”。在素万那普機場投入商业运营之后，该机场的名称改为“Don Mueang”，机场代码也改为DMK，而它的国际民航组织机场代码仍然是VTBD。
這個機場的特別之處，是有一座夾在兩條機場跑道中間的高爾夫球場，而球場中間被連接兩條跑道的聯絡道阻隔，如果要橫越跑道聯絡道的話必需要穿越該聯絡道，因此在聯絡道上設置有紅綠燈，橫越者通過時必須遵守該號誌。該高爾夫球場可以在衛星圖片上或是在行駛在跑道中的飛機上看見。

## 历史

### 早期历史
廊曼机场是泰国历史上继沙巴吞机场（现址为曼谷皇家体育俱乐部）之后第二个建立的机场。1914年，廊曼机场迎来了第一架飞机，第一架降落的飞机是泰国皇家空军的一架转配飞机。1924年，随着荷兰皇家航空公司飞机的降落，廊曼机场开始了商业飞行服务。
1933年，机场在保皇党和政府军之争的波沃拉德叛乱中扮演重要角色。机场又在第二次世界大战中被日本占领，随后又被盟军轰炸数次。1945年战争结束后直至1946年3月，机场又被英国皇家空军占用。 在越南战争时期，廊曼泰国皇家空军基地成为了美国空军的主要司令部和后勤中心。

### 一度关闭
在新曼谷國際機場2006年落成之前，曼谷國際機場依然是泰國國內交通量最大的國際機場，據2004年的資料顯示，該機場年有80家航空公司的飛機起降，超過3千萬的旅客進出與過境。約有16萬架次的飛機起降次數，以及70萬噸的貨物起降。在世界機場忙碌排行榜上，曼谷國際機場在2004年排行第14名。是亞洲國際機場的第二名（第一名是日本東京羽田機場）。
2006年9月27日至28日是廊曼机场民用运输业务的节点，机场因新曼谷国际机场素万那普机场的启用而关闭，机场最后起降的航班分别为：
- 国际出发：图定为2:50起飞的科威特航空前往科威特城的KU414次，[3]然而原18:00起飞的澳洲航空前往悉尼的QF302次航班因晚点9个小时，最终于3:12起飞而以10分钟的差距而成为廊曼机场最后起飞的国际航班。[4]
- 国际到达：科威特航空于1:30从雅加达飞抵的航班。[5]
- 国内出发：泰国国际航空于22:15起飞前往清迈的TG124次航班。
- 国内到达：泰国国际航空于23:00从普吉国际机场飞抵的TG216次航班。

### 重开客运
素万那普机场启用之后，因其高昂的维护费用以及跑道的品質问题导致许多人期望廊曼机场能重启商业运输，低成本航空亦开始要求重启机场。泰国机场公司于2006年年底发布的报告进一步促进了重启客运的努力，报告称“廊曼机场的重启是对素万那普机场二期计划的替代以及推后”。
2007年1月30日，泰国交通部建议临时启用廊曼机场以配合素万那普机场滑行道的检修，该建议很快于2月6日被泰国国会通过。2007年3月25日，机场重启部分国内航班的客运业务。
受2011年泰國水災影响，廊曼机场跑道被洪水淹没导致引导灯失效，2011年10月25日机场再次被关闭，直至2012年3月6日才重新再度开放。
因为素万那普机场原计划每年接待4500万旅客，但事实上于2011年就达到4800万人，且2012年的估计值更是达到5300万人，泰国政府因此要求泰国机场公司将低成本航空公司转移到廊曼以缓解素万那普机场的擁擠状况。
2012年10月，亚洲航空、泰国亚航、印尼亚航的国际航班由素万那普机场迁至廊曼机场。
2015年12月24日，廊曼机场2号航站楼重新开放，泰国亚航、皇雀航空国内航班迁至廊曼机场2号航站楼。 

## 航站楼
曼谷廊曼国际机场1号航站楼每年可接待旅客量1850万人，2013年9月7日，泰国机场集团宣布，用三十亿泰铢翻新2号航站楼，使其每年可接待旅客量达到1600万。
2015年12月24日，2号航站楼重新开放，并作为泰国国内航线专用航站楼，而1号航站楼则作为低成本航空国际航线专用。

## 航空公司及航點

### 一号航站楼（國際）

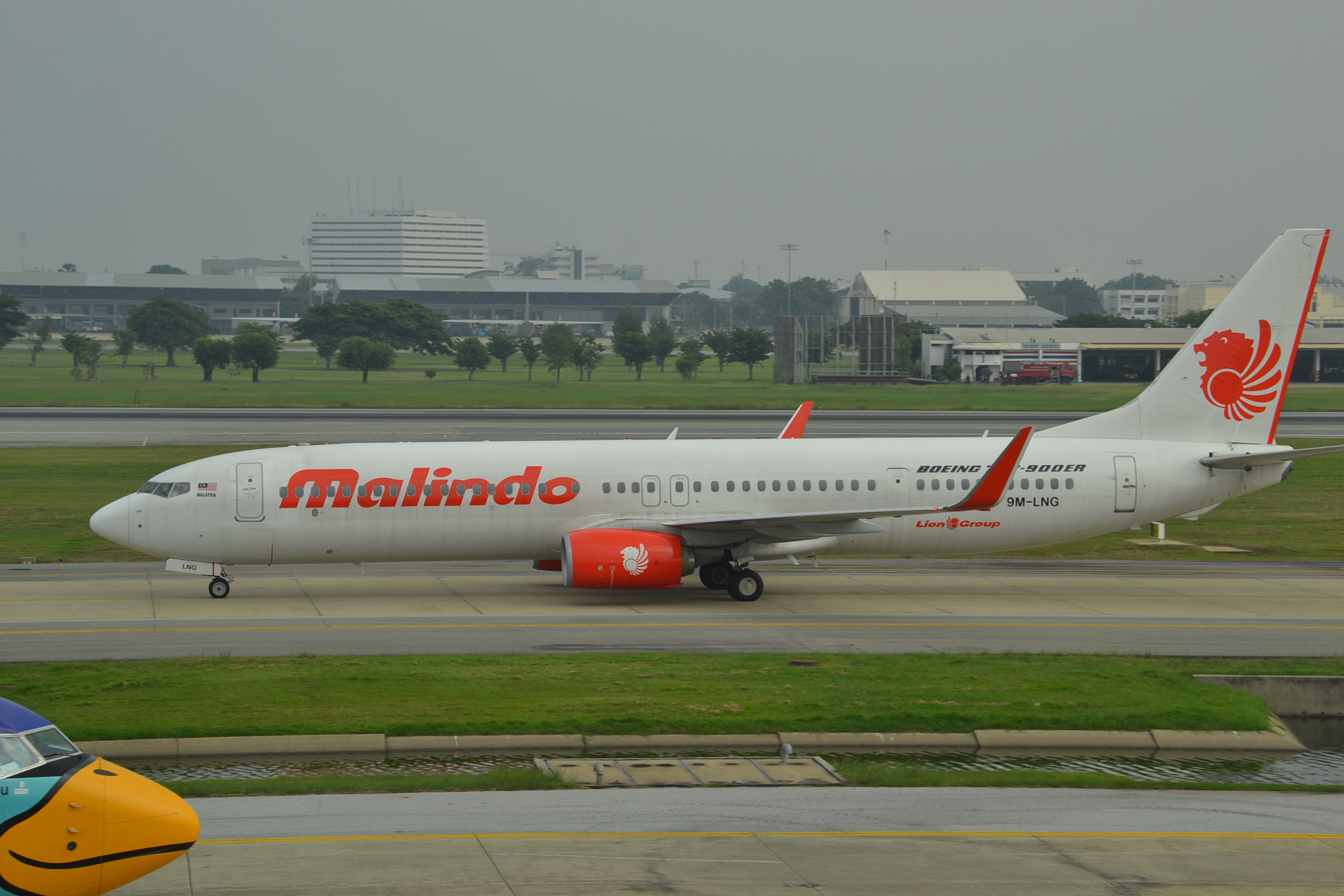
马印航空的波音737-900ER型客机在廊曼国际机场

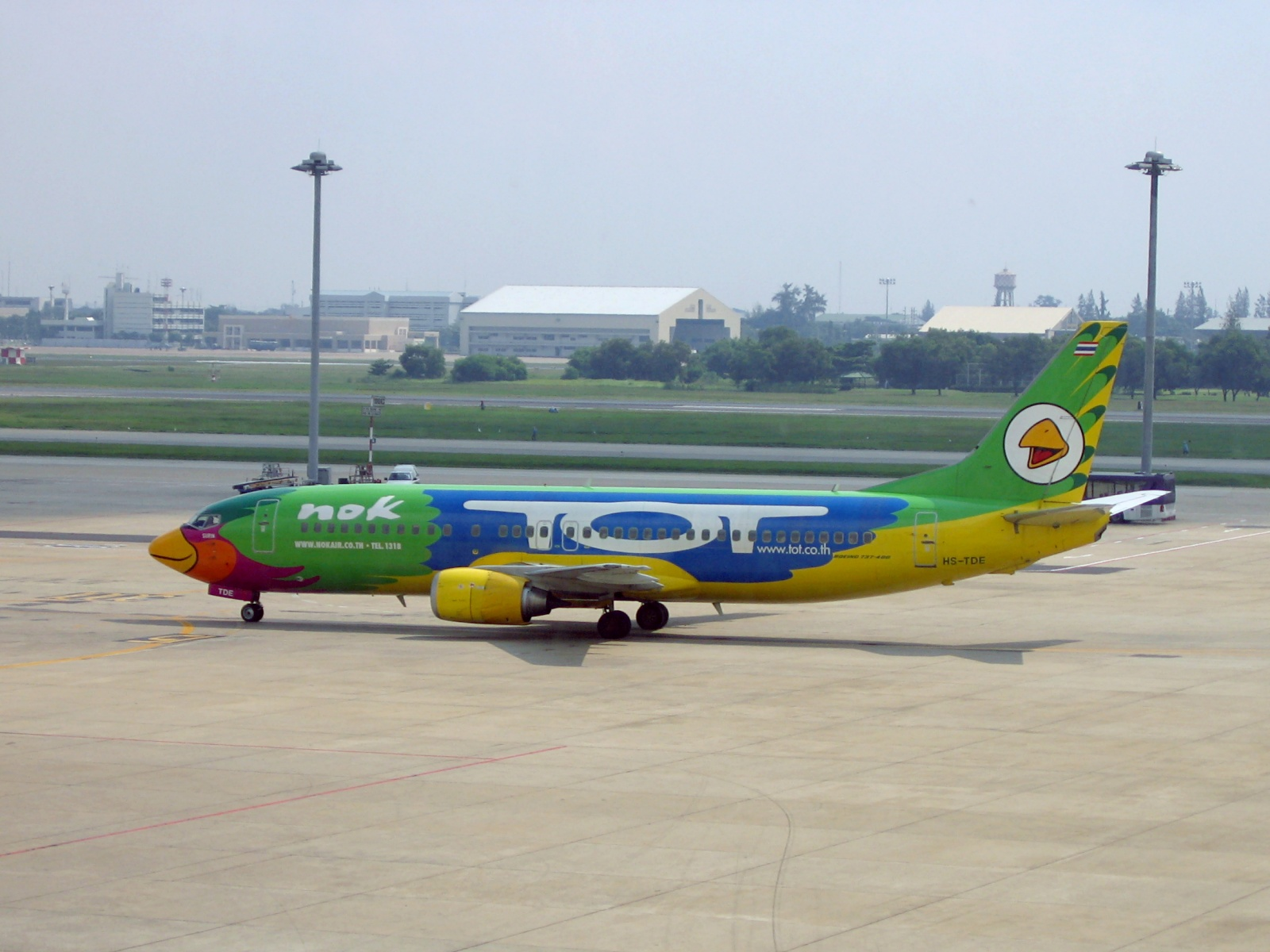
皇雀航空的波音737-400型客機在廊曼國際機場

| 航空公司               | 目的地 |
| ---------------------- | --- |
| 泰國亞洲航空（FD）     | 東南亞：峴港、峇里島、河內、胡志明市、芽莊、芹苴、新山、吉隆坡、曼德勒、琅勃拉邦、檳城、金邊、暹粒、新加坡、永珍、仰光 東北亞：長沙、成都-天府、重庆、广州、杭州、黄山、昆明、南京、泉州、梅州、揭阳-潮汕 、深圳、武汉、西安、香港、澳門 、台北-桃園 、高雄 、東京-成田、那霸 南亞：邦加羅爾、清奈、齋浦爾、科欽、加爾各答、艾哈邁達巴德、馬累 包機：加雅、瓦拉納西、寧波、溫州 |
| 泰國全亞洲航空(XJ）    | 東北亞：福岡 季節性包機：提比里西 |
| 泰國獅子航空（SL）     | 東南亞：峇里島、河內、雅加達、新加坡、仰光 東北亞：長沙、常州、成都-天府、合肥、重慶、廣州、海口、杭州、濟南、南昌、南京、寧波、上海-浦東、天津、西安、鄭州、深圳、台北-桃園、高雄、東京-成田、大阪-关西、名古屋-中部、福岡、沖繩(經停高雄） 南亞：孟買、加德滿都、達卡、可倫坡 包機：太原、徐州、临沂（2025年1月25日開辦）                                                     |
| 皇雀航空（DD）         | 東南亞：胡志明市、仰光 東北亞：南寧、無錫、临沂、南通、義烏、遵義 季节性：南京 |
| 泰國夏日航空（XJ）     | 東北亞：臺北-桃園 |
| 天空吳哥航空（ZA）     | 金邊 |
| 緬甸國際航空（8M）     | 曼德勒、仰光 |
| 酷航（TR）             | 新加坡、東京-成田 |
| 馬來西亞峇迪航空（OD） | 吉隆坡 |
| 亞洲航空（AK）         | 吉隆坡、新山、亞庇 |
| MY航空（Z9）           | 吉隆坡 |
| 巴澤航空（ID）         | 雅加達、峇里島 |
| 印尼亞洲航空（QZ）     | 雅加達、棉蘭、峇里島 |
| 菲律賓亞洲航空（Z2）   | 馬尼拉 |
| 春秋航空（9C）         | 成都-天府、廣州、杭州、揭阳、蘭州、南昌、南寧、寧波、上海-浦東、深圳、廈門、西安 |
| 九元航空（AQ）         | 福州、廣州、貴陽、溫州、鄭州 |
| 吉祥航空（HO）         | 南京、上海-浦東、蘭州 |
| 華夏航空（G5）         | 重庆 |
| 西部航空（PN）         | 合肥 |
| 奧凱航空（BK）         | 天津 |
| 德威航空（TW）         | 首爾-仁川、清州 |

### 二号航站楼（國內）
| 航空公司           | 目的地 |
| ------------------ | --- |
| 皇雀航空（DD）     | 武里南、清邁、清萊、春蓬、合艾、坤敬、喀比、林邦、黎府、湄宏順、湄索、那空拍儂、那空是貪瑪叻、楠府、彭世洛、帕府、普吉、黎逸、色軍、素叻他尼、董里、烏汶叻差他尼、烏隆他尼 |
| 泰國亞洲航空（FD） | 武里南、清邁、清萊、春蓬、合艾、坤敬、喀比、黎府、那空拍儂、那空是貪瑪叻、楠府、那拉迪瓦、彭世洛、普吉島、拉廊、黎逸、色軍、素叻他尼、董里、烏汶叻差他尼、烏隆他尼         |
| 泰國獅子航空（SL） | 清邁、清萊、合艾、坤敬、喀比、那空是貪瑪叻、彭世洛、普吉島、素叻他尼、董里、烏汶叻差他尼、烏隆他尼                                                                         |

## 接驳交通

### 铁路
廊曼站位于廊曼国际机场的西侧，与廊曼国际机场一号航站楼间有人行天桥相连。车站站房朝向东侧，股道与东侧的廊曼收费公路平行。本站离曼谷華喃峰車站约有22.21千米，普通列车运行时间大致需要40分钟。

## 意外與事件

### 飛機安全意外
- 1976年12月25日 - 由曼谷飞往开罗的埃及航空864號班機（機型為波音707-320C），在试图降落的时候坠入了机场附近的一个工业区，造成飞机上53人死亡。
- 1980年4月27日 - 由孔敬飛往曼谷的泰國航空231號班機（英语：Thai Airways Flight 231）（機型為霍克薛利HS748（英语：Hawker Siddeley HS 748）），由于暴风雨导致了飞机高度的迷失从而坠毁在了距离曼谷廊曼国际机场约8英里的地方。全部4名机组人员和所有49名乘客中的40人遇难。 （页面存档备份，存于）
- 1981年3月28日 - 由巨港到棉兰的加魯達印尼航空206號班機（英语：Garuda Indonesian Airways Flight 206）（機型為麥道DC-9-30），被一群自稱「聖戰突擊隊」的劫機者們劫持，並命令飛行員飛往斯里蘭卡的首都科倫坡，但由于飛機沒有足夠的燃料，在馬來西亞的檳榔嶼加油後就飛往了廊曼國際機場。劫机者要求释放在印尼被关押的圣战突击队成员和提供150万美元，并要求使用一架飞机将这些囚犯送到一个未指明的地点。Kopassus（印尼特种部队）参加了这次任务，仅用三天即完成了对不熟悉武器的训练，漂亮地完成了这次快速行动任务。事件中，一名Kopassus队员被劫机者头目击中，该头目随后自杀。其余劫机者均被击毙，所有人质安全获救。
- 1987年11月29日 - 由阿布扎比途径曼谷飞往首尔金浦的大韓航空858號班機（機型為波音707-320C），在安达曼海上空因被朝鲜特工安装了炸弹而发生爆炸。机上所有机组人员及乘客全部遇难。
- 1991年5月26日 - 由曼谷飞往维也纳的勞達航空004號班機（機型為波音767-300ER）因飛機起飛後一號發動機上的反向推進器突然啓動，導致飛機失去平衡，最終失速解体坠毁，机上213名乘客和10名机组人员无一人生还。這次空難是波音767客機發生的首次空難，也是至今泰國境內最多乘客罹難的空難。
- 1999年8月22日 - 由曼谷途徑香港飛往台北的中華航空642號班機（機型為麥道MD-11），在香港國際機場造陸時遭遇热带风暴，導致飛機著地時右機翼觸地折斷至機身翻轉並且發生爆炸。三名乘客死亡。
- 1999年9月23日 - 由悉尼途徑曼谷飛往倫敦的澳洲航空1號班機（機型為波音747-400），在曼谷降落時衝出跑道，飛機也因此嚴重受損。這是澳洲航空在進入噴氣式飛機時代後最嚴重的一起事故。
- 2001年3月3日 - 由曼谷飞往清迈的泰國國際航空114號班機（英语：Thai Airways International Flight 114）（機型為波音737-400），在前总理他信·西那瓦和约150名乘客登机前发生了爆炸和大火。此前已有五名内阁成员登机，其中一人死亡。据目击者称，当时他们在火焰窜出前听到了爆炸声。NTSB（美国国家运输安全委员会）的报告称飞机的中央油箱发生爆炸，18分钟后右侧油箱也随之爆炸。引起爆炸的原因不明。不过中央油箱安装在空调组附近，在爆炸发生之前，空调一直在不间断工作，产生了巨大热量。 （页面存档备份，存于）

### 自然災害
- 2011年泰國水災期間，大曼谷地區受到流經曼谷的湄南河洪水水面上升以至於淹沒曼谷市中心的威脅，而廊曼機場也受到洪水波及，機場內的旅客與民航機全部受到洪水圍困。新機場素万那普機場並未受到洪水影響，若受到洪水影響，泰國當局會安排國際班機暫時於距離素万那普機場最近的乌塔保國際機場起降。

### 其他
- 2015年9月5日 - 網上流傳幾段「中國遊客大鬧曼谷機場」的影片，在網上引起網民熱議。片中一些中國遊客疑似因航班延誤，要求作出賠償，甚至高唱中國國歌「義勇軍進行曲」[16]。

## 外部連結
- Suvarnabhumi Airport（页面存档备份，存于）